# Nucknitz

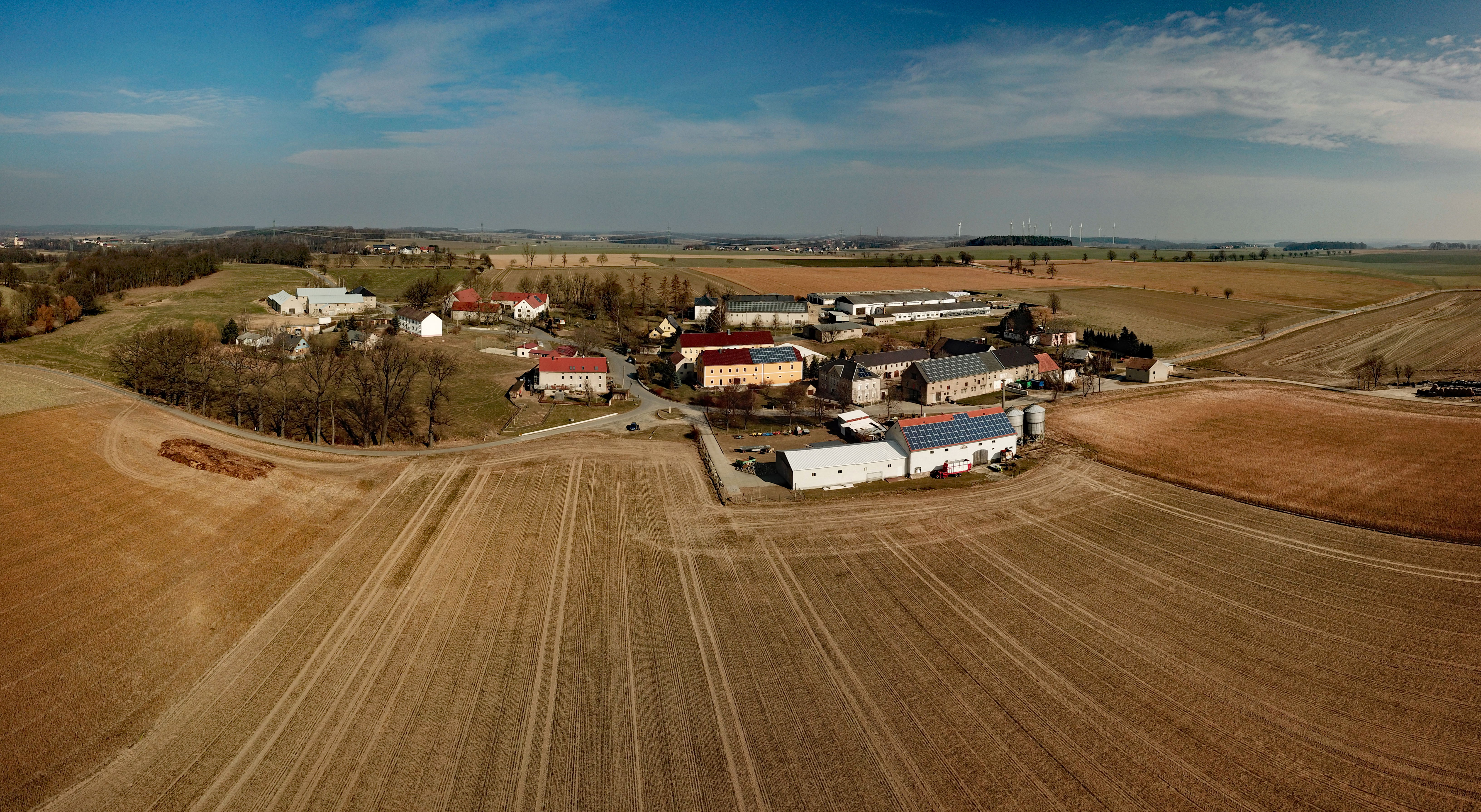
Luftbild

Nucknitz, obersorbisch Nuknicaⓘ, ist ein Dorf im Zentrum des ostsächsischen Landkreises Bautzen, das seit 1974 zur Gemeinde Crostwitz gehört. Es hat 54 Einwohner und zählt zum Kernsiedlungsgebiet der Sorben. Der größte Teil der Bevölkerung spricht Sorbisch als Muttersprache.
Seit 1997 findet zwischen Nucknitz und Kopschin jährlich das Metal-/Rock-Festival Nukstock statt, zu dem sorbische und andere Bands sowie bis zu 1000 Zuschauer anreisen.

## Geografie
Das südlichste Dorf der Gemeinde befindet sich zwei Kilometer südöstlich von Crostwitz auf 195 Metern ü. NN. Nucknitz liegt im „Oberland“ (Horjany) der ehemaligen Klosterpflege St. Marienstern oberhalb des Bächleins Satkula. Die Nachbarorte sind Prautitz im Norden, Paßditz im Südosten, Lehndorf im Südwesten und Kopschin im Westen.
Nach der Siedlungsanlage ist Nucknitz ein lockerer Rundweiler. Die Siedlung besteht heute aus fünf Höfen sowie einigen weiteren Wohn- und Nutzgebäuden.

## Geschichte
1512 wird der Ort erstmals als Nuckewitz verzeichnet. Im späten 16. Jahrhundert sind außerdem die Ortsnamen Forberg oder Farbrig erwähnt. Zu dieser Zeit bestand ein Rittergut im Ort, das etwa 1580 zu einem Vorwerk des Gutes Luga wurde. Im 17. und 18. Jahrhundert gehörten Nucknitz und der Nachbarort Kopschin zum Rittergut Räckelwitz.
Zu Beginn des 18. Jahrhunderts bestanden am Hang der Satkula zwischen Kopschin und Nucknitz einige kleinere Steinbrüche. Eine der Planungen für die Sächsische Nordostbahn sah eine Linienführung von Kleinwelka nach Kamenz u. a. über Nucknitz und die Errichtung eines Bahnhofes nahe der Siedlung vor. Aufgrund finanzieller Schwierigkeiten wurde das Projekt jedoch aufgegeben.
Bis zur Gemeindereform am 1. Januar 1974 war Nucknitz eine eigenständige Landgemeinde mit den Ortsteilen Kopschin und Prautitz, dann wurde Nucknitz nach Crostwitz eingemeindet.

### Ortsname
Der Ortsname lässt sich vom modernen sorbischen Wort nuknica für „Vorwerk“ herleiten. Dazu passt die alte Namensformen „Forberg“ und die Tatsache, dass Nucknitz tatsächlich ein Vorwerk von Luga, zeitweise auch des Klosters St. Marienstern war. Eine speziellere Deutung lässt die Ableitung von wnuk („Enkel“), also wnuknica im Sinne von „Erblehngut“ zu.

## Bevölkerung
In seiner Statistik über die sorbische Bevölkerung in der Oberlausitz ermittelte Arnošt Muka in den achtziger Jahren des 19. Jahrhunderts für den Ort 90 Einwohner, die alle Sorben waren. Bedingt v. a. durch den Zuzug von Umsiedlern aus den ehemaligen Ostgebieten zählte Ernst Tschernik 1956 in der Gemeinde Nucknitz (mit Kopschin und Prautitz) einen sorbischsprachigen Bevölkerungsanteil von nur noch 69,1 %.
1890 hatte Nucknitz 77 Einwohner, nicht wesentlich mehr als bereits 60 Jahre zuvor.
Die Einwohner sind traditionell fast ausschließlich katholischer Konfession; der Ort ist nach Crostwitz gepfarrt.

## Wirtschaft und Infrastruktur
Die Kreisstraße von Bautzen nach Kamenz führt nur wenige hundert Meter nördlich an Nucknitz vorbei. Die nächste Auffahrt der Autobahn 4 (Dresden-Görlitz) ist Uhyst am Taucher.

## Persönlichkeiten
- Matthäus Kutschank (Matej Kućank, 1776–1844), Domdekan in Bautzen, geboren in Nucknitz